# 파주 용상사 석불좌상
파주 용상사 석불좌상(坡州 龍床寺 石佛坐像)은 대한민국 경기도 파주시 월롱면, 용상사에 있는 조선시대의 석불이다. 2013년 11월 12일 경기도의 유형문화재 제280호로 지정되었다. 2015년 11월 15일 대웅전에서 불이 나, 대웅전이 전부 타면서 소실되었다.

## 같이 보기
- 용상사

## 참고 자료
- 파주 용상사 석불좌상 - 국가유산청 국가유산포털